# Ben Haenow
Benjamin Bernard "Ben" Haenow (Croydon; 6 de enero de 1985) es un cantante británico. Ganó el The X Factor UK (temporada 11) de The X Factor UK en 2014. Después de su victoria, su primer sencillo, una versión de OneRepublic Something I Need, fue lanzado en diciembre de 2014. debutó en el número uno en las UK Singles Chart, convirtiéndose en el 2014 el número uno de Navidad. Haenow lanzó su álbum de estudio debut homónimo en noviembre de 2015, precedido por el sencillo Second Hand Heart, a dúo con Kelly Clarkson.

## Primeros años
Ben Haenow nació el 6 de enero de 1985 Croydon, Inglaterra, sus padres son Mick y Rosanna Haenow. Él tiene un hermano mayor llamado Alex. Sus padres se separaron cuando Ben tenía cuatro años, obligando a su madre a trabajar en tres empleos para poder subsistir. A los 14 años de edad, sufrió Ben depresión y bebió una botella de vodka al día hasta que estaba "enfermo y paralítico" .
Haenow ha cantado en bandas desde los 15 años y formó una banda de rock and roll The Lost Audio con Alex en 2006. Antes de audicionar para  The X Factor , fue empleado como conductor de una furgoneta.

## Carrera

### 2014:The X Factore inicios de carrera
El 26 de junio de 2014, Haenow audicionó en Newcastle para el The X Factor (temporada 11) de The X Factor UK. Después de cantar Bill Withers "Ain't No Sunshine" en la sala de su audición, recibió cuatro votos "sí" y progresó a través de las audiciones de la arena. Cantó The Rolling Stones "Wild Horses" en la arena y progresó a "campo de entrenamiento". Haenow se colocó en la categoría de "mayores de 25 años" en el "campo de entrenamiento" y fue apadrinado por Simon Cowell. Él hizo con éxito a través de la "casa de los jueces" y más tarde fue elegido por Cowell para los espectáculos en directo, junto con Jay James y segundo lugar Fleur East ( así como el eventual comodín Stevi Ritchie).
Junto con East, nunca estuvo en los dos inferiores y finalmente, llegó a la final en vivo. Haenow fue anunciado como el ganador el 14 de diciembre de 2014. Cuando se dieron a conocer las estadísticas de voto, se reveló que Haenow recibió más votos públicos desde la semana cuatro a diez.
| The X Factor actuaciones y resultados (2014) | The X Factor actuaciones y resultados (2014) | The X Factor actuaciones y resultados (2014) | The X Factor actuaciones y resultados (2014) |
| Episodio                                     | Tema                                         | Canción                                      | Resultado                                    |
| -------------------------------------------- | -------------------------------------------- | -------------------------------------------- | -------------------------------------------- |
| Sala de audición                             | Libre elección                               | "Ain't No Sunshine"                          | Va a la arena                                |
| Arena audición                               | Libre elección                               | "Wild Horses"                                | Va al bootcamp                               |
| Bootcamp                                     | Libre elección                               | "Hotel California"                           | Va a la casa de los jueces                   |
| Casa de los jueces                           | Libre elección                               | "With a Little Help from My Friends"         | Va a los shows en vivo                       |
| Show en vivo 1                               | Number ones                                  | "Bridge over Troubled Water"                 | Salvado (4.º)                                |
| Show en vivo 2                               | Música de los 80s                            | "Jealous Guy"                                | Salvado (4.º)                                |
| Show en vivo 3                               | Canciones de películas                       | "I Don't Want to Miss a Thing"               | Salvado (tercero)                            |
| Show en vivo 4                               | Halloween                                    | "Highway to Hell"                            | Salvado (1.º)                                |
| Show en vivo 5                               | Queen vs. Michael Jackson                    | "Man in the Mirror"                          | Salvado (1.º)                                |
| Show en vivo 6                               | Big band                                     | "Cry Me a River"                             | Salvado (1.º)                                |
| Show en vivo 7                               | Whitney Houston vs. Elton John               | "I Will Always Love You"                     | Salvado (1.º)                                |
| Show en vivo 8                               | Canciones elegidas por otros artistas        | "Come Together"                              | Salvado (1.º)                                |
| Show en vivo 8                               | Jukebox                                      | "Thinking Out Loud"                          | Salvado (1.º)                                |
| Show en vivo 9                               | Navidad                                      | "Please Come Home for Christmas"             | Salvado (1.º)                                |
| Show en vivo 9                               | Canción para llegar a la final               | "Hallelujah"                                 | Salvado (1.º)                                |
| Show en vivo 10                              | Sin tema                                     | "Demons"                                     | Salvado (1.º)                                |
| Show en vivo 10                              | dúos con celebridad                          | "Thinking Out Loud" (con Ed Sheeran)         | Salvado (1.º)                                |
| Show en vivo 10                              | Canción de series                            | "Man in the Mirror"                          | Ganador                                      |
| Show en vivo 10                              | Cantante ganador                             | "Something I Need"                           | Ganador                                      |

### 2015–presente:Ben Haenow
El 6 de enero de 2015, el 30 cumpleaños de Haenow, se anunció que había sido firmado por Syco Music. A continuación, pasó varios meses del año en Los Ángeles grabación de su álbum debut homónimo,  Ben Haenow  , que fue lanzado el 13 de noviembre de 2015. The sencillo más importante del álbum, "Second Hand Heart", un dueto con Kelly Clarkson, fue estrenado el 9 de octubre de 2015 y alcanzó el puesto número 21. El 28 de enero de 2016, Haenow confirmó que él y Syco ha roto relaciones por medio de un acuerdo mutuo.

## Discografía

### Álbumes
| Título     | Detalles                                                                                      | Tabla de posiciones | Tabla de posiciones | Tabla de posiciones | Tabla de posiciones | Certificaciones |
| Título     | Detalles                                                                                      | UK                  | IRE                 | RSA                 | SCO                 | Certificaciones |
| ---------- | --------------------------------------------------------------------------------------------- | ------------------- | ------------------- | ------------------- | ------------------- | --------------- |
| Ben Haenow | - Released: 13 de noviembre de 2015 - Label: RCA Records, Syco - Format: Digital download, CD | 10                  | 16                  | 7                   | 7                   | - BPI: Silver   |

### Sencillos
| Año  | Título                                    | Tabla de posiciones | Tabla de posiciones | Tabla de posiciones | Tabla de posiciones | Certificaciones              | Álbum      |
| Año  | Título                                    | UK                  | IRE                 | RSA                 | SCO                 | Certificaciones              | Álbum      |
| ---- | ----------------------------------------- | ------------------- | ------------------- | ------------------- | ------------------- | ---------------------------- | ---------- |
| 2014 | "Something I Need'"                       | 1                   | 2                   | 3                   | 1                   | - BPI: Platinum - RISA: Gold | Ben Haenow |
| 2015 | "'Second Hand Heart" (con Kelly Clarkson) | 21                  | 56                  | 3                   | 4                   |                              | Ben Haenow |